# Peter Turrini

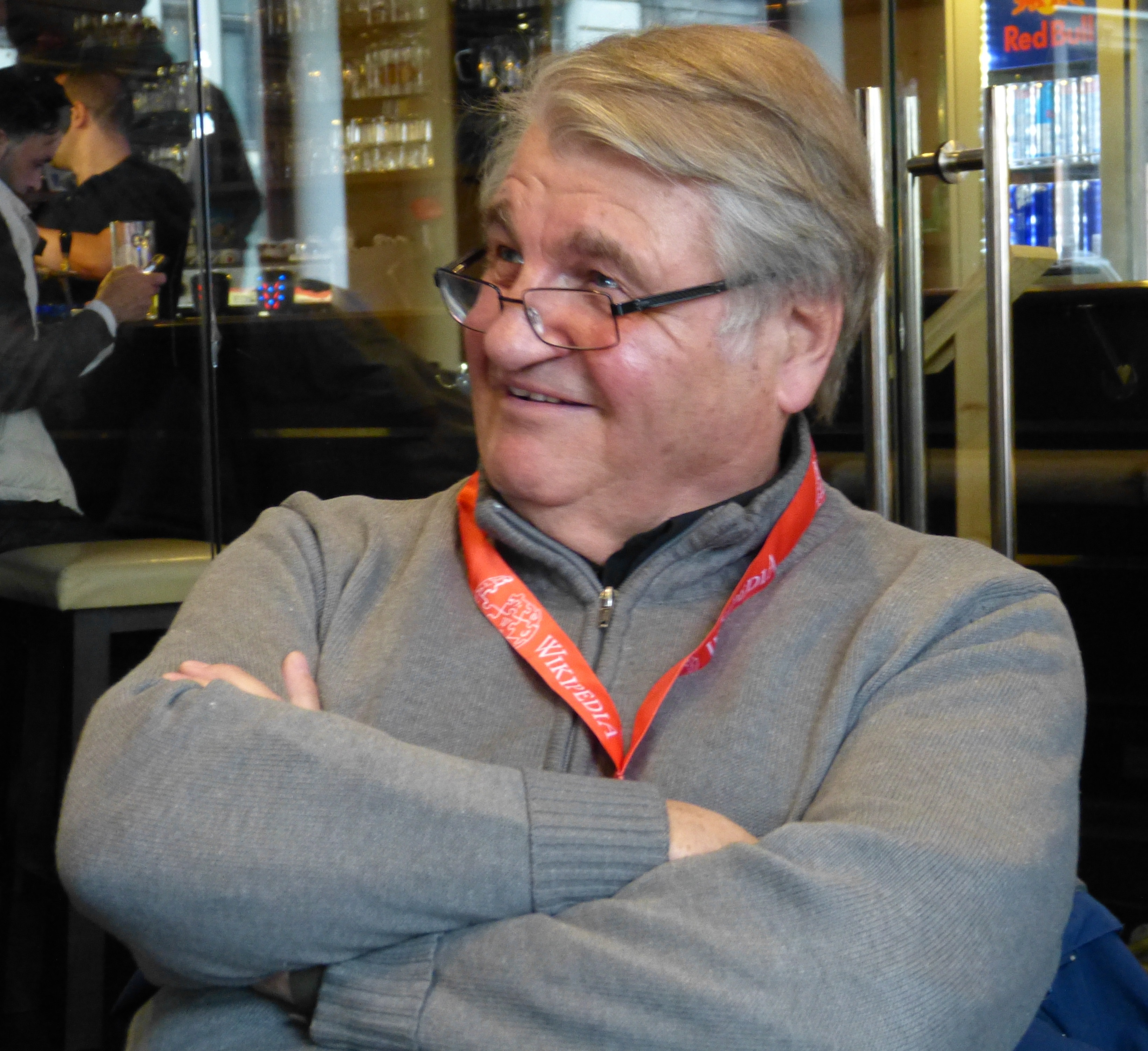
Peter Turrini zu Besuch bei Wikipedianern in Wien, Mai 2013

Peter Turrini (* 26. September 1944 in Sankt Margarethen im Lavanttal) ist ein österreichischer Schriftsteller. Er ist bekannt für seine gesellschaftskritischen und, vor allem in seinen frühen Werken, provokanten Volksstücke.

## Biographie
Peter Turrini ist der Sohn des italienischen Kunsttischlers Ernesto Turrini und der steirischen Hausangestellten Else Turrini, geborene Reßler. Er wuchs in Maria Saal in Kärnten auf. Über den Tonhof der Sängerin Maja Weis-Ostborn und des Komponisten Gerhard Lampersberg kam er früh in Kontakt mit Vertretern der Wiener Avantgarde. Von 1963 bis 1971 war er in verschiedenen Berufen tätig, unter anderem als Magazineur bei Huber-Trikot, als Werbetexter bei einer amerikanischen Agentur, als Hotelsekretär in Bibione, als Hilfsarbeiter in Neuwied am Rhein. 1967/68 lebte er auf Rhodos. Seit 1971 lebt er als freier Schriftsteller. 2005 wurde er zum korrespondierenden Mitglied der Deutschen Akademie für Sprache und Dichtung gewählt.
Sein derzeitiger Wohnort ist Kleinriedenthal bei Retz. Er schreibt Theaterstücke, Drehbücher, Gedichte, Aufsätze und Reden. Seine Werke wurden in viele Sprachen übersetzt, seine Theaterstücke werden weltweit gespielt.
Peter Turrini wurde durch Rozznjogd (1971), Sauschlachten (1972) und die Fernsehserie Alpensaga (1976–1980) bekannt. In seinen ersten beiden Werken verwendete er Dialekt, in den Minderleistern aber eine kunstvolle „hohe“ Sprache. Turrini beteiligte sich an unzähligen Autorenlesungen; so auch des Öfteren am Linken Wort, einer Autorenlesung mit politischen Akzenten, die im Rahmen des jährlichen Volksstimmefests durchgeführt wurde. Gemeinsam mit Helmut Qualtinger und H. C. Artmann machte er eine mehrwöchige Lesetournee an amerikanischen Universitäten. Peter Turrini ist Mitglied der Grazer Autorenversammlung. Im Vorfeld der Besetzung der Hainburger Au 1984 war Turrini einer der Teilnehmer der Pressekonferenz der Tiere und trat dabei als „Rotbauchunke“ auf. 1986 hielt er am Wiener Stephansplatz anlässlich der Angelobung von Kurt Waldheim zum österreichischen Bundespräsidenten eine Rede: "Das Pferd des Präsidenten". 1995 sprach er am Wiener Heldenplatz anlässlich der 50-Jahr-Feier der Republik: „Liebe Mörder“.
2005 war er in der Rolle eines Dirigenten in dem Tatort Die schlafende Schöne zu sehen.
Bis heute gibt es von ihm sechsunddreißig Theaterstücke, drei Opernlibretti, fünfundfünfzig Buchausgaben, vierzehn verfilmte Drehbücher, siebzehn Hörspiele sowie Sprechplatten und CDs.

## Werkübersicht
- 1967: Rozznjogd. Nach Motiven von Willard Manus. Uraufführung am 22. Jänner 1971 im Wiener Volkstheater.
- 1971: Oropax oder Friede den Ohren. Hörspiel. Gesendet am 10. Februar 1971, Österreich 1.[1]
- 1971: Zero, Zero. Ein Kunststück. Uraufführung am 22. Mai 1971 im Rahmen der Wiener Festwochen im Theater an der Wien.
- 1972: Sauschlachten. Ein Volksstück. Uraufführung am 15. Jänner 1972 im Werkraumtheater der Münchner Kammerspiele.
- 1972: Der tollste Tag. Theaterstück. Frei nach Beaumarchais. Uraufführung am 26. Februar 1972 im Landestheater Darmstadt.
- 1972: Erlebnisse in der Mundhöhle. Roman.
- 1973: Kindsmord. Theaterstück. Uraufführung am 10. März 1973 im Stadttheater Klagenfurt.
- 1973: Die Wirtin. Theaterstück. Frei nach der Komödie La locandiera von Goldoni. Uraufführung am 24. November 1973 im Nürnberger Schauspielhaus.
- 1974: Phonoptical. Terror. Heil Dir. Uraufführung am 16. Juni 1974 auf der Studiobühne Villach.
- 1974: bis 1979 Alpensaga. Fernseh-Miniserie in sechs Teilen. Drehbuch gemeinsam mit Wilhelm Pevny und Dieter Berner, Regie: Dieter Berner.
- 1977: Der Bauer und der Millionär. Fernsehfilm. Drehbuch gemeinsam mit Wilhelm Pevny, Regie: Axel Corti.
- 1978: Lesebuch eins. Stücke, Pamphlete, Filme, Reaktionen.
- 1980: Alpensaga. Co-Autor: Wilhelm Pevny. Drei Bände.
- 1980: Ein paar Schritte zurück. Gedichte.
- 1980: Josef und Maria. Theaterstück. Uraufführung am 8. November 1980 im Rahmen des Festivals Steirischer Herbst als Gastspiel des Wiener Volkstheaters.
- 1981: Die Bürger. Theaterstück. Uraufführung am 27. Jänner 1981 im Wiener Volkstheater.
- 1982: Campiello. Theaterstück. Frei nach Goldoni. Uraufführung am 26. September im Wiener Volkstheater.
- 1983: Lesebuch zwei. Stücke, Filme, Gedichte, Reaktionen.
- 1984: Atemnot. Spielfilm. Drehbuch: Peter Turrini. Regie: Käthe Kratz.
- 1986: Es ist ein gutes Land. Texte zu Anlässen.
- 1987: Faust III. Eine Komödie, teils teils. Uraufführung am 3. Dezember 1987 im Theater Nero im Theater im Künstlerhaus in Wien.
- 1988: Die Minderleister. Ein Drama. Uraufführung am 1. Juni 1988 im Wiener Akademietheater.
- 1988: Mein Österreich. Reden, Polemiken, Aufsätze.
- 1988: bis 1990 Die Arbeitersaga. Fernseh-Mehrteiler in vier Teilen. Drehbuch gemeinsam mit Rudi Palla und Dieter Berner, Regie: Dieter Berner.
- 1990: Tod und Teufel. Eine Kolportage. Uraufführung am 10. November 1990 im Burgtheater Wien.
- 1993: Alpenglühen. Ein Stück. Uraufführung am 17. Februar 1993 im Wiener Burgtheater.
- 1993: Grillparzer im Pornoladen. Nach dem Stück Love Boutique von Willard Manus. Uraufführung am 20. Februar 1993 im Berliner Ensemble.
- 1993: Im Namen der Liebe. Gedichte.
- 1995: Die Schlacht um Wien. Schauspiel in drei Akten. Uraufführung am 13. Mai 1995 im Burgtheater Wien.
- 1996: Liebe Mörder! Von der Gegenwart, dem Theater und vom lieben Gott. Prosa.
- 1997: Endlich Schluß. Ein Monolog. Uraufführung am 7. Juni 1997 am Wiener Akademietheater.
- 1998: Die Liebe in Madagaskar Theaterstück. Uraufführung am 3. April 1998 am Wiener Akademietheater.
- 1999: Ein irrer Traum. Lesebuch eins.
- 1999: Das Gegenteil ist wahr. Lesebuch zwei.
- 1999: Zu Hause bin ich nur hier: am Theater. Lesebuch drei.
- 1999: Tod und Teufel. Oper. Musik von Gerd Kühr. Libretto von Peter Turrini. Uraufführung am 17. September 1999 in der Grazer Oper.
- 2000: Kasino. Ein Tanzspiel. Aufführung am 21. Jänner 2000 im Kasino am Schwarzenbergplatz.
- 2000: Die Eröffnung. Theaterstück. Uraufführung am 21. Oktober 2000 im Schauspielhaus Bochum.
- 2001: Die Verhaftung des Johann Nepomuk Nestroy. Fernsehfilm. Drehbuch gemeinsam mit Dieter Berner, Regie: Dieter Berner.
- 2001: Ich liebe dieses Land. Theaterstück. Uraufführung am 7. Dezember 2001 im Berliner Ensemble.
- 2002: Der Riese vom Steinfeld. Oper. Musik: Friedrich Cerha. Libretto: Peter Turrini. Uraufführung am 15. Juni 2002 in der Wiener Staatsoper.
- 2002: Da Ponte in Santa Fe. Ein Stück. Uraufführung am 29. Juli 2012 bei den Salzburger Festspielen.
- 2005: Bei Einbruch der Dunkelheit. Theaterstück. Uraufführung am 14. Jänner 2006 im Stadttheater Klagenfurt.
- 2006: Mein Nestroy. Theaterstück. Uraufführung am 14. September 2006 im Theater in der Josefstadt.
- 2007: Jedem das Seine. Volksoperette. Gemeinsam mit Silke Hassler. Musik: Roland Neuwirth. Uraufführung am 8. März 2007 im Stadttheater Klagenfurt.
- 2007: Der Diener zweier Herren. Theaterstück frei nach Carlo Goldoni. Uraufführung am 15. November 2007 im Theater in der Josefstadt.
- 2009: Der blaue Engel. Theaterstück nach dem Roman Professor Unrat von Heinrich Mann und dem Film Der blaue Engel von Josef von Sternberg. Uraufführung am 19. August 2009 bei den Bregenzer Festspielen.
- 2010: Campiello. Oper. Musik: Herwig Reiter. Libretto: Peter Turrini. Uraufführung am 29. April 2010, Neue Oper Wien, in der Anker-Expedit-Halle.
- 2011: Silvester. Theaterstück. Uraufführung am 8. Jänner 2011 im Stadttheater Klagenfurt.
- 2012: Der Riese vom Steinfeld. Theaterstück. Deutschsprachige Erstaufführung am 7. September 2012 im Volkstheater Wien.
- 2013: Aus Liebe. Theaterstück. Uraufführung am 16. Mai 2013 im Theater in der Josefstadt.
- 2013: Manchmal ist ein Fasan eine Ente. Verlag Jungbrunnen 2013.
- 2014: C’est la vie – Eine Revue. Uraufführung am 19. September 2014 im Theater in der Josefstadt.
- 2016: Sieben Sekunden Ewigkeit. Theaterstück. Uraufführung am 12. Jänner 2017 im Theater in der Josefstadt.
- 2018: Fremdenzimmer. Uraufführung am 25. Jänner 2018 am Theater in der Josefstadt.
- 2018: Rozznjogd, gezeichnet von Gerhard Haderer. Haymon Verlag. Innsbruck. ISBN 978-3-7099-3415-9.
- 2019: Schuberts Reise nach Atzenbrugg – Ein Libretto. Der Statist von Verona. Die Komponistin Johanna Doderer über die Zusammenarbeit mit Peter Turrini. Suhrkamp Verlag Berlin 2019, ISBN 978-3-518-42902-0.
- 2020: Gemeinsam ist Alzheimer schöner, Theaterstück, Haymon Verlag, Innsbruck 2020, ISBN 978-3-7099-7930-3. Uraufführung am 19. September 2020 in den Kammerspielen des Theaters in der Josefstadt.
- 2020: Tod, Beisetzung und Verklärung des Claus Peymann. Ein Stufendrama (Theaterstücke von Peter Turrini im Suhrkamp Theater Verlag) – bislang nicht aufgeführt
- 2021: Schuberts Reise nach Atzenbrugg – Eine Oper. Uraufführung am 16. Mai 2021 im Staatstheater am Gärtnerplatz, München.
- 2023: Es muss geschieden sein, Uraufführung bei den Raimundspielen Gutenstein am 13. Juli 2023[2][3]
- 2023: Bis nächsten Freitag, Uraufführung am 16. November 2023 im Theater in der Josefstadt[4]
- 2025: Schubert, für immer und ewig, Uraufführung am 27. Juni 2025 bei den Sommerspielen Perchtoldsdorf[5]

Sprechplatten und CDs.
- 1973: Helmut Qualtinger liest Texte von Peter Turrini. Ton-Kollagen: Uzzi Förster. Langspielplatte. Wien: Es ist ein gutes Land. Preiser Records.
- 1975: Peter Turrini liest Rozznjogd. Langspielplatte. Stuttgart: Intercort Literar Serie.
- 1985: Peter Turrini liest Gedichte. Langspielplatte. GIG Records.
- 1996: Peter Turrini und Kirsten Dene lesen Im Namen der Liebe. Musik: Hans-Georg Koch. CD. Wien: ORF.
- 1996: Peter Turrini und Otto Schenk lesen Helmut Qualtinger. Auswahl der Texte von Silke Hassler. CD. Wien: ORF.
- 1999: Peter Turrini liest Alpenglühen. Dramaturgie: Silke Hassler. CD. Wien: ORF.
- 2000: Peter Turrini liest Die Verhaftung des Johann Nepomuk Nestroy. CD. Lienz: Waku word.
- 2000: Peter Turrini liest Ein paar Schritte zurück. CD. Lienz: Waku word.
- 2004: Peter Turrini liest Die Eröffnung. CD. Wien: ORF.
- 2012: Turrini liest Walla. CD. Wien: Fabrique Records.
- 2013: Peter Turrini und Sophie Aujesky lesen Manchmal ist ein Fasan eine Ente. CD. Wien: ORF.
- 2014: C’est la vie. Ein Lebens-Lauf. Gelesen von Peter Turrini, Sandra Cervik und Herbert Föttinger. CD. Wien: ORF.
- 2022: Im Namen der Liebe. Peter Turrini liest Gedichte. Musik: Trio Klavis, CD. Wien: Preiser Records.

## Filmporträt
- Filmstunde mit Werner Herzog. Turrini liest "Rozznjogd" und andere Stücke, ORF 1991
- Theaterglühen – Der Autor Peter Turrini, ORF/3sat/Vis-à-vis Film, 1999; Buch & Regie: Heinz Trenczak
- Peter Turrini: Rückkehr an meinen Ausgangspunkt, ein Kino-Dokumentarfilm mit Peter Turrini. 90 min. (plus 100 min. Lesungen) A 2014 Buch & Regie: Ruth Rieser; RR* Filmproduktion;
- Peter Turrini – Eine komische Katastrophe, ORF/epo-film, 2019; Buch & Regie: Danielle Proskar

## Auszeichnungen
- Gerhart-Hauptmann-Preis 1981

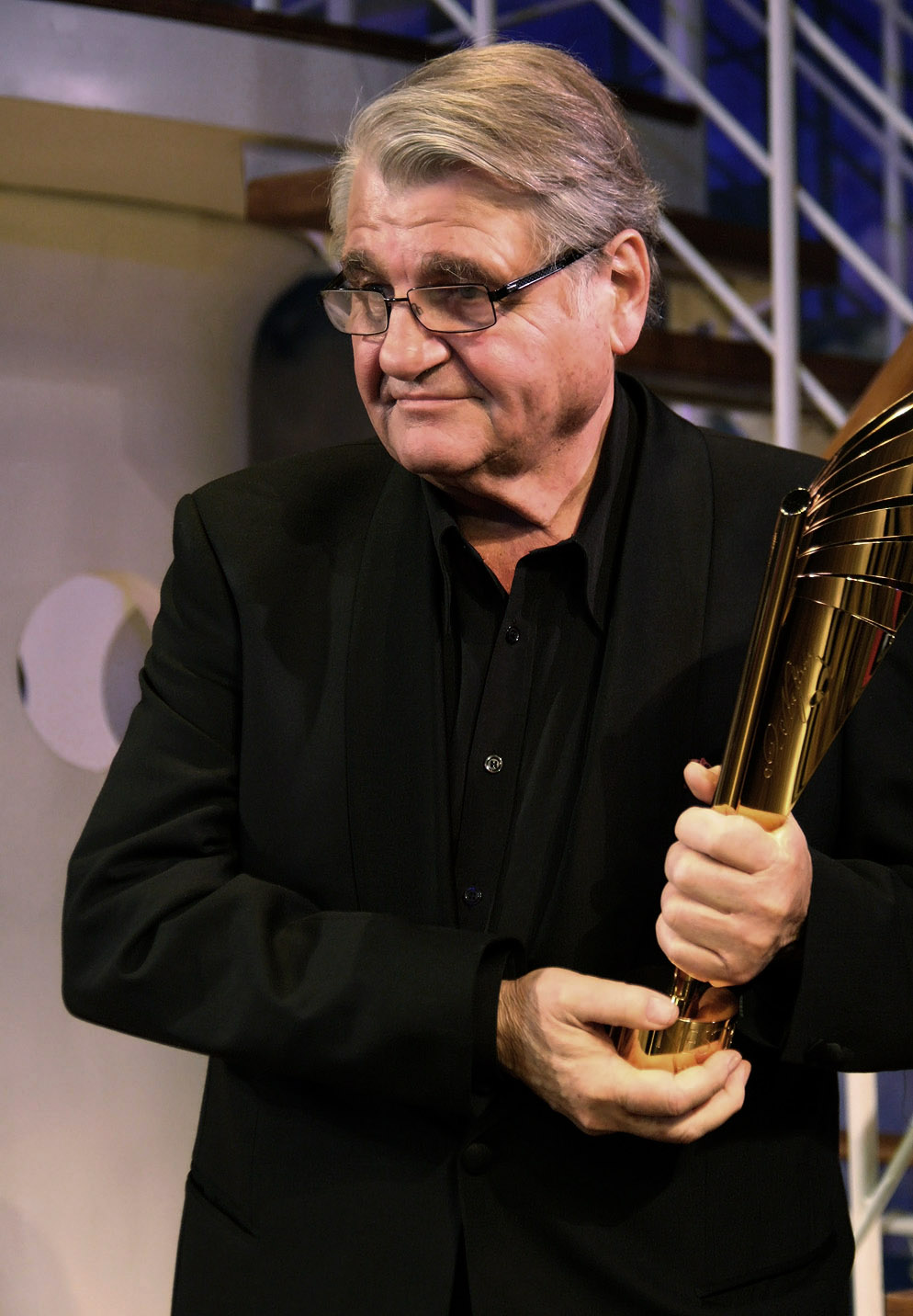
Peter Turrini (Nestroy-Theaterpreis 2011 für sein Lebenswerk)

- Literaturpreis des Landes Steiermark 1999
- Goldene Romy 2001
- Würth-Preis für Europäische Literatur 2008
- Johann-Nestroy-Ring 2008 der Stadt Bad Ischl
- Ehrendoktor der Universität Klagenfurt 2010
- Nestroy-Theaterpreis 2011 (Kategorie: Lebenswerk)
- Vinzenz-Rizzi-Preis 2014[6]
- Kulturpreis des Landes Kärnten 2017[7]
- Axel-Corti-Preis 2023[8]